# Departamento Alto Paraguay
Alto Paraguay (spanisch; Guaraní: Alto Paraguái) ist eines von insgesamt 17 Departamentos in Paraguay. Im Osten bildet der Río Paraguay die Grenze zu Brasilien, im Norden grenzt es an Bolivien, im Westen an das Departamento Boquerón, im Süden an das Departamento Presidente Hayes und im Südosten an das Departamento Concepción. Es ist flächenmäßig das zweitgrößte, mit 17.500 Einwohnern jedoch das bevölkerungsärmste Departamento des Landes.

## Geschichte
Das heutige Alto Paraguay entstand 1992 aus der Fusion der alten Departamentos Chaco und Alto Paraguay, es entspricht dem bis 1945 existierenden Verwaltungsbezirk Olimpo.

## Wirtschaft
Die Viehzucht macht 90 % der Wirtschaft des Departamentos aus und wächst weiter. Der niedrige Landpreis und die steigenden Weltmarktpreise von Fleisch führen in dieser Branche zu immer größeren Investitionen in- und ausländischer Anleger. Von 2005 bis 2015 stieg der Viehbestand von 750.000 auf über 1.750.000 Stück. Gleichzeitig fand eine Abholzung großer Teile des Waldes zur Schaffung von Weideland statt. Die Landwirtschaft ist bis auf wenige Ausnahmen inexistent. Das Obst und Gemüse wird aus den anderen Landesteilen angeliefert. Ein Problem ist die, aufgrund der geringen Bevölkerungsdichte, mangelnde Infrastruktur an Straßen. Es fehlen beispielsweise Brücken über den Río Paraguay in den brasilianischen Bundesstaat Mato Grosso do Sul.
Seit 2022 ist die Brücke Puente Bioceánico im Bau, die Carmelo Peralta (Paraguay) mit Porto Murtinho (Brasilien) verbinden soll.

## Distrikte

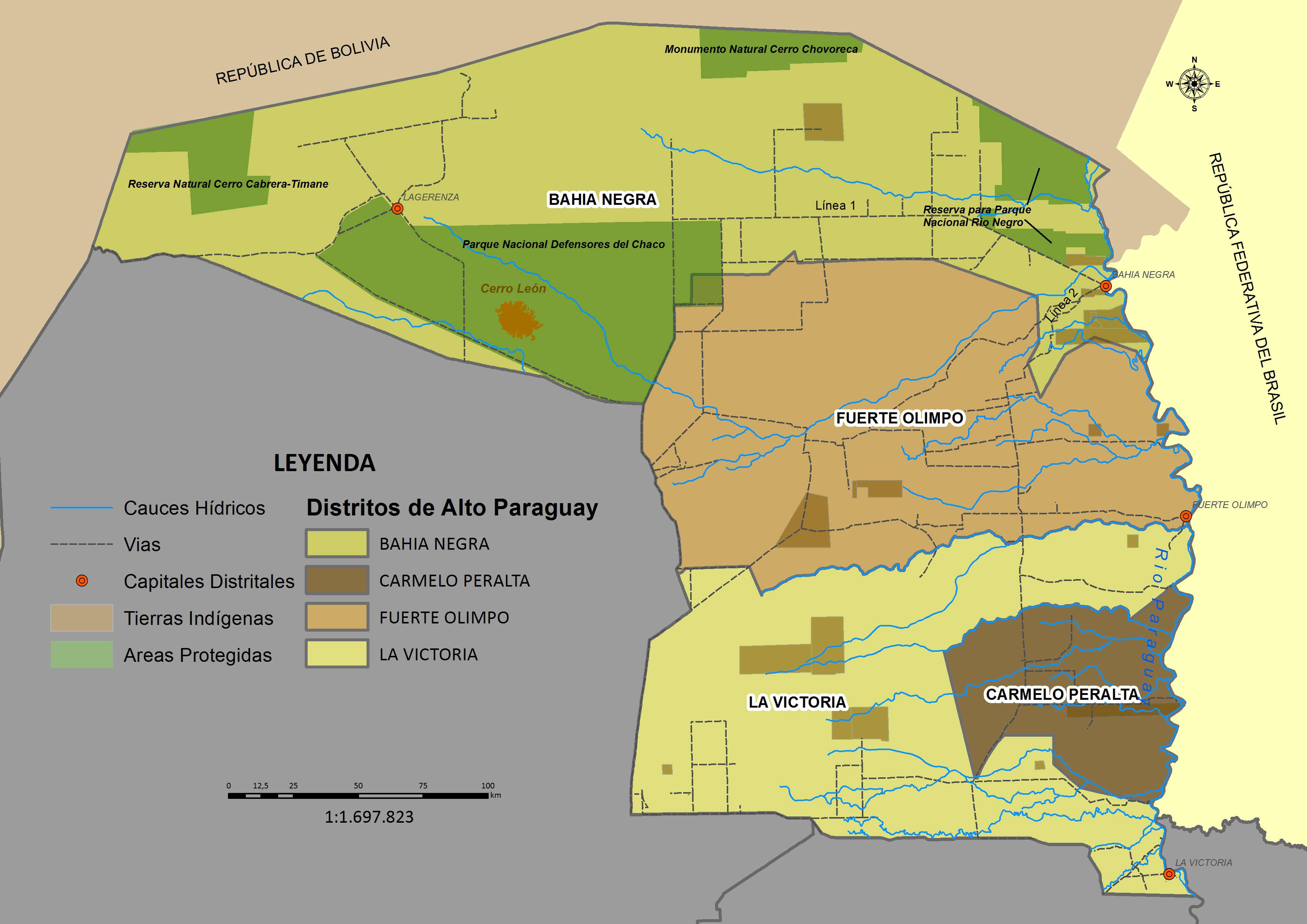

- Carmelo Peralta
- Fuerte Olimpo
- La Victoria
- Mayor Pablo Lagerenza